# Západní Panamá
Provincie Západní Panamá (španělsky Provincia de Panamá Oeste) je jedna z 10 panamských provincií. Nachází se ve středu státu na pobřeží Panamského zálivu. Zabírá 3,88 % rozlohy celé Panamy a žije zde 13,6 % panamské populace. Do 31. 12. 2013 bylo území provincie (5 distriktů: Arraiján, Capira, Chame, La Chorrera a San Carlos) součástí provincii Panama. Západní Panama vznikla vyčleněním území západně od Panamského průplavu do samostatné provincie.
Provincie je dále dělena na 5 distriktů (od roku 2014):
- Arraiján (Arraiján)
- Capira (Capira)
- Chame (Chame)
- La Chorrera (La Chorrera)
- San Carlos (San Carlos)